# 段奧娟
段奧娟（2000年12月28日—），出生于四川省成都市，中国流行音乐女歌手、舞者，为火箭少女101的前成员。应援色是仙草綠 （#8cc269）。2018年6月23日，在《创造101》总决赛中，以第4名的成绩，作为火箭少女101成员成团出道。在组合内担当主唱和忙内。2020年6月23日，火箭少女101到期解散。2020年12月10日，发表个人首张专辑《半熟·秘密》。

## 經歷

### 出道前
2000年12月28日，段奧娟出生於四川省成都市，她在傳統的家庭里長大，卻懷抱著唱歌的夢想，但是從小沒有接受過正規的音樂訓練。段奧娟高中就讀於成都市第四十四中學。
在参加《创造101》之前，段奥娟已经在短视频APP抖音短视频收获大量人气，抖音粉丝高达350多万人。並因為翻唱各種經典歌曲而受到了大眾的關注，一段清唱Alan Walker《Faded》的视频曾红遍网络。

### 創造101時期
段奧娟在2018年4月以龍舞天文化练习生的身份参加《创造101》，首期等级评定中演唱刘胡轶的《从前慢》，导师胡彦斌评价表示，“我在想说如果我走在街上，不管从哪里传出来这个声音，我都会去找那张CD或者找那个音乐，我会想知道，这个声音是谁的。”在節目中，段奥娟是「第一次公演分组前101人中用最多時間練習的8位练习生之一」，因而獲得第一次公演勤奋C位。最終以隊長身分，獲得第一輪公演團隊點讚王，更帶領全隊隊員晉級下一輪。从此以后，段奥娟从未掉出过觀眾投票前11名。
此外，她不仅可以演唱《从前慢》类型的慢歌，也可以唱其他类型的歌。在《创造101》第八期悠享版中，以一首《domino》颠覆以往的形象，获得其他选手和导师的赞美，更引起網民的迴響。在經過多輪淘汰賽后，最终段奥娟以共1億1000萬票數，獲得第4名，作为限定组合火箭少女101的成员正式出道。

### 火箭少女101時期
2018年6月23日，作為火箭少女101年紀最小的一員正式出道，並發行單曲《Rocket Girls》；隔日，參加湖南衛視《快樂中國畢業歌會》，完成成團首秀。8月18日，團體首張迷你專輯《撞》同名主打歌「撞」發布，並於同日舉行新歌發布會。9月14日，專輯《撞》第二首歌《Light》發布。9月28日，專輯《撞》第三首歌《月亮警察》發布。10月12日，專輯《撞》第四首歌《生而為贏》發布。12月31日，受邀出席湖南衛視「快樂中國2018-2019跨年演唱會」表演跨年演唱。
2019年1月12日，在中國上海市梅賽德斯奔馳文化中心舉辦第一場團體演唱會，主題為"Power", 寓意"沒有音樂，我們會繼續歌唱"。
2019年2月23日，在中國北京市凱迪拉克中心舉辦第二場團體演唱會，主題為"Light", 寓意"沒有燈光，我們會繼續閃耀"。
2019年3月30日，在中國廣東省廣州市寶能國際體育演藝中心舉辦第三場團體演唱會。主題為"Flower", 寓意"沒有舞台，我們以花為路"。
2019年6月23日，團體首張專輯《立風》發佈，7月12日，段奧娟團專個人單曲《是吧18》發佈。
2020年6月23日，火箭少女101到期解散。

### 个人solo时期
火箭少女101到期解散后，发表多首OST歌曲与个人单曲。2020年12月10日，发表个人首张专辑《半熟·秘密》。2021年3月，出演百老汇摇滚音乐剧中文版《近乎正常》， 饰演小女儿Natalie。
2021年8月28日，段奥娟工作室发文称段奥娟在当年年初已被伯克利音乐学院录取，并于当日启程前往波士顿。
2024年，参演《音乐缘计划》1-2期，演唱歌曲《最后的爱人》《没有了》。

## 音樂作品

### 专辑
| 發行順序 | 資料                                   | 曲目                                                                        |
| 1st      | 《半熟·秘密》 發行日期：2020年12月10日 | ★ 1. 半熟期待 2. 满满 3. 依依 4. 星星海 5. 奥秘                             |
| 2nd      | 《23·岁碎念》 發行日期：2024年8月30日  | ★ 1. 遗憾是暖的 2. 花束 3. 你化作整个世界 4. 没名字的梦 5. 我只愿璀璨地活过 |

### 單曲
| 發行年份 | 日期     | 歌曲名稱                                                          | 作詞                                           | 作曲                                                               | 備註                                                                                |
| 2018     | 8月7日   | 陪我長大                                                          | 徐良                                           | 刘颜嘉                                                             | 電影《快把我哥帶走》片尾曲                                                          |
| 2018     | 9月27日  | 幸福的時光                                                        | 任雅静 / 李岩                                  | 欧中建                                                             | 網絡劇《一出好戲》主題曲                                                            |
| 2018     | 10月19日 | 斯卡布罗集市                                                      | 英格蘭民謠                                     | 英格蘭民謠                                                         | 纪录片《风味人间》推广曲                                                            |
| 2018     | 12月26日 | 我不願明白                                                        | 李岩                                           | 任雅静 / 孫偉                                                      | 影視劇《古董局中局》推广曲                                                          |
| 2019     | 1月25日  | 明日之後的你                                                      | 闫東煒                                         | 溫莨                                                               | 「明日之後」手游《等你，回家》活動主题曲                                            |
| 2019     | 7月12日  | 是吧18                                                            | 嚴藝丹                                         | Christina O'Connor / Natania Lalwani                               | 收錄于火箭少女101專輯《立風》                                                       |
| 2019     | 7月15日  | 一起走的幸福                                                      | 林喬 / 高莹                                    | 高莹                                                               | 電視劇《親愛的，熱愛的》插曲                                                        |
| 2019     | 8月9日   | 最了不起的你                                                      | 接靚                                           | 阿鯤                                                               | 網絡劇《全職高手》插曲                                                              |
| 2019     | 8月28日  | 心底事                                                            | 陳曦                                           | 董冬冬                                                             | 電視劇《山月不知心底事》主題曲                                                      |
| 2020     | 4月25日  | 本姑娘                                                            | 王韵韵、张不贰                                 | Daryl K 王凯玉                                                     | 網絡劇《師爺請自重》主題曲                                                          |
| 2020     | 5月28日  | 驯爱专家                                                          | 宋寶宇                                         | 陳少卿                                                             | 網絡劇《酋长的男人》主題曲                                                          |
| 2020     | 7月13日  | Please Don't Cry                                                  | 张鹏鹏（中文词） 디너코트/동우석（原词）       | 디너코트/동우석/유정현                                             | 《The_King：永遠的君主》中文版OST （原唱：Davichi）                                 |
| 2020     | 7月15日  | 爷爷的花园                                                        | 慕清明                                         | 黄龙                                                               | 手游《梦幻花园》故宫宫廷文化联动 御花园版本主题曲                                   |
| 2020     | 7月16日  | 叙                                                                | 肖晰美                                         | 董冬冬、陈曦                                                       | 电视剧《锦绣南歌》插曲                                                              |
| 2020     | 7月25日  | 凡人                                                              | 代岳东、王裕人、忘语                           | 代岳东                                                             | 动画剧《凡人风起天南》片尾曲                                                        |
| 2020     | 9月1日   | 元気满分 （ft：BOY STORY）                                        | 代岳东                                         | OUOW                                                               | 晨光文具开学歌                                                                      |
| 2020     | 9月3日   | Never Cry                                                         | 李煊乐、Mark                                   | 李煊乐                                                             | 『如初之光』特别企划Ep01                                                            |
| 2020     | 9月15日  | Dangerous Girl （合作演唱者：乃万NINEONE#）                       | 张鹏鹏、乃万NINEONE#                           | Ear Attack                                                         |                                                                                     |
| 2020     | 9月17日  | Love is For You                                                   | 朴世濬、李裕珍                                 | 朴世濬、李裕珍                                                     | 网络剧《我，喜欢你》片头曲                                                          |
| 2020     | 9月20日  | 爱，多好                                                          | 流水纪                                         | 仕宗圣                                                             | 电视剧《最美逆行者》篇章主题曲                                                      |
| 2020     | 9月21日  | 表演                                                              | 张一然                                         | 张一然                                                             | 网络剧《沉默不语的顾小姐》主题曲                                                    |
| 2020     | 10月2日  | 谈个恋爱太危险                                                    | 董冬冬                                         | 董冬冬                                                             | 电视剧《小大夫》片头曲                                                              |
| 2020     | 10月9日  | 久久                                                              | 林乔                                           | 岑思源                                                             | 网络剧《甜了青梅配竹马》片尾曲                                                      |
| 2020     | 11月8日  | 拾忆长安                                                          | 乔乔 / 陆云飞                                  | 任永恒                                                             | 国漫《拾忆长安·明月几时有》主题曲                                                   |
| 2020     | 11月9日  | 第一束阳光                                                        | 王韵韵                                         | Daryl K 王凯玉                                                     | 电视剧《青春创世纪》片头曲                                                          |
| 2020     | 12月11日 | 傻傻笑 （合作演唱者：德云社烧饼、孟鹤堂、曹鹤阳、尚九熙、周九良） | 杨眼眼                                         | 东南/Jin See                                                       |                                                                                     |
| 2020     | 12月31日 | 落雪为期                                                          | 金蜗牛苏恪                                     | 黎子明                                                             | 《雪鹰领主》动画第二季主题曲                                                        |
| 2021     | 1月1日   | 你是我的阳光（合作演唱者赵磊）                                    | 樊冲                                           | 樊冲                                                               | 电影《温暖的抱抱》主题曲                                                            |
| 2021     | 1月2日   | 在路上                                                            | 樊冲                                           | 樊冲                                                               | 电影《温暖的抱抱》宣传曲                                                            |
| 2021     | 1月4日   | 小偷                                                              | 刘乐                                           | 刘乐                                                               | 电影《温暖的抱抱》宣传曲                                                            |
| 2021     | 1月29日  | 来到这个世界太好啦 （合作演唱者：周昭妍（Miumiu））               | 镜千/瞳瞳/杨格                                 | 特污兔/杨格                                                        |                                                                                     |
| 2021     | 2月1日   | 一封诗笺                                                          | 栗锦                                           | 栗锦                                                               | 电视剧《风起霓裳》插曲                                                              |
| 2021     | 2月13日  | 等你的回答                                                        | 石嘉佳/陈梓荣/谢泞灿                           | 石嘉佳/陈梓荣/谢泞灿                                               | 电视剧《赘婿》插曲                                                                  |
| 2021     | 2月15日  | 向往                                                              | 程恢弘                                         | 园田芳雄                                                           | 电视剧《约定》之《向往》单元曲                                                      |
| 2021     | 4月7日   | 絕不止步                                                          | 薩吉                                           | 金大洲                                                             | （摇滚版）網絡劇《良辰美景好時光》片頭主题曲 （抒情版）網絡劇《良辰美景好時光》插曲 |
| 2021     | 5月8日   | 小小距离                                                          | 王耀光                                         | 张祎                                                               | 網絡劇《我亲爱的小洁癖》插曲                                                        |
| 2021     | 5月18日  | 愛和勇氣的魔法                                                    | 陈翌朦                                         | CMJ                                                                | 電影《魔法學院》勇氣推廣曲                                                          |
| 2021     | 5月20日  | 中國之聲                                                          | 欧震                                           | 王瀚仪/王嘉诚                                                      | 電視劇《理想照耀中國》系列短劇之《播音員》主題片尾曲                                |
| 2021     | 6月11日  | So So                                                             | 原詞：백아연/김원/김은수/오현주 中文詞：钟琳章 | 김원                                                               | QQ飛車手游公測3週年X心動的信號4 聯合推廣曲                                          |
| 2021     | 7月17日  | Care about you                                                    | 刘润洁/吴剑中                                  | 潘成                                                               | 网剧《你好火焰蓝》插曲                                                              |
| 2021     | 9月5日   | 战无止境                                                          | 俞晶浩                                         | KH                                                                 | 动画《星辰变》主题曲                                                                |
| 2021     | 11月7日  | 那时                                                              | 谢琪                                           | 刘晓盈                                                             | 电视剧《星辰大海》插曲                                                              |
| 2021     | 12月20日 | 讨好                                                              | 姜楠                                           | 姜楠/黄一                                                          | 电视剧《孤独的野兽》插曲， 收录于专辑《城市星空下的声音》                           |
| 2021     | 12月28日 | fancy you                                                         | 段奥娟                                         | 段奥娟                                                             | 个人单曲                                                                            |
| 2022     | 1月20日  | 也许（近乎正常）（合作演唱者 陈沁）                               | Brian Yorkey                                   | Tom Kitt                                                           | 收录于《近乎正常音乐剧中文版原声专辑》                                              |
| 2022     | 3月17日  | I Feel You                                                        | 占逸君/小A                                     | 孙艾藜                                                             | 电视剧《影帝的公主》主題曲                                                          |
| 2022     | 3月21日  | 我不想如往常一样                                                  | 杜彤飞                                         | 邓智伟                                                             | 电视剧《心居》插曲                                                                  |
| 2022     | 4月29日  | 专属情调                                                          | 王月阳                                         | 郭思达                                                             | 电视剧《好好说话》插曲                                                              |
| 2022     | 8月31日  | 何妨                                                              |                                                |                                                                    | 电视剧《覆流年》插曲                                                                |
| 2022     | 9月16日  | 回忆这把枪                                                        |                                                |                                                                    | 电视剧《她们的名字》插曲                                                            |
| 2022     | 9月23日  | 与谁平分                                                          |                                                |                                                                    |                                                                                     |
| 2023     | 1月27日  | 識趣                                                              |                                                |                                                                    | 电视剧《脸盲少女的未知爱情》片尾曲                                                  |
| 2023     | 5月13日  | Hazard to My Health                                               | 王韵韵                                         | Gustav Nyström / Kyle Puccia / Moa Pettersson Hammar / Conor Blake | 电视剧《甜小姐与冷先生》片头曲                                                      |
| 2023     | 9月28日  | 遗憾是暖的                                                        | 潇彬                                           | 李天赐                                                             |                                                                                     |
| 2023     | 12月12日 | 心跳蔓延                                                          | 林乔 / 零                                      | 韦国赟                                                             | 电视剧《恋恋红尘》插曲                                                              |
| 2023     | 12月15日 | 山月渡                                                            | 钟凯茵                                         | 王霁宇                                                             | 电视剧《神隐》因果·守候曲                                                           |
| 2023     | 12月18日 | 你来我在                                                          | 颜铭蔚 / 刘森林 / 王浩伦                       | 颜铭蔚 / 刘森林 / 王浩伦                                           | 收录于专辑《城市有乐》                                                              |
| 2024     | 3月7日   | 致女孩                                                            | 饶雪漫                                         | 刘一潮                                                             | 电影《我们永远是我们》推广曲                                                        |
| 2024     | 3月11日  | 听不见                                                            | 大媛 / 袁天野                                  | 周峻平                                                             | 网络剧《飞驰人生热爱篇》插曲                                                        |
| 2024     | 3月31日  | 感谢信                                                            | 饶雪漫                                         | 刘一潮                                                             | 网络剧《离歌》片头主题曲                                                            |
| 2024     | 4月26日  | 划破星宇                                                          | 蓝祥源                                         | 陈禹                                                               | 动画《小兵传奇》第一季主题曲                                                        |
| 2024     | 8月6日   | 若雪                                                              | 上上                                           | 上上                                                               | 网络剧《拂玉鞍》片尾曲                                                              |

### 改編歌曲
| 發行日期      | 歌曲名稱                   | 合作演唱者                                       | 原唱者      | 備註 |
| 2018年12月1日 | Faded(即刻電音版)          | Alan Walker、孟美岐、Yamy                        | Alan Walker | 與Alan Walker合作演出，即刻電音第一期開場歌曲                                                            |
| 2019年9月27日 | 我和我的祖國（全民合唱版） | 廖昌永、張藝興、張遠、連淮偉、焦邁奇 全民K歌用戶 | 李谷一      | 央視財經、騰訊、全民K歌 “同唱一首歌 祝福新中國”線上活動 创造吉尼斯世界纪录--“最大的同唱一首歌线上音频集” |
| 2024年2月2日  | 快乐诞生记                 | 管晨辰、常华森                                   | 張紫寧      | 原曲：蛋仔星派对 于2024中央广播电视总台网络春节联欢晚会演唱                                              |

### 合作单曲
| 發行日期       | 歌曲名稱     | 作詞   | 作曲   | 合作演唱者                                                                             | 备注                               |
| 2019年5月8日   | 爱的阳光     | 郭峰   | 郭峰   | 紫宁、李紫婷、華語群星(包含韓磊、張信哲、林志玲等百位明星)                             | 2019全国助残日公益歌曲             |
| 2019年8月26日  | 无限         | 龚淑均 | 王东宇 | 孟美岐、Yamy、胡彦斌、迪丽热巴、R1SE周震南、R1SE刘也、R1SE赵磊                         | 收录于原创爱国歌曲专辑《声在中国》 |
| 2021年2月9日   | 巨浪的交响   | 徐梦雅 | 刘卓   | 陈令韬、刘维、王晰、刘宇宁、丁爽                                                       | 网络剧《约定》片尾曲               |
| 2021年6月21日  | 星辰大海     | 王平久 | 常石磊 | 曾小敏、张忠德、韩浩霖、郭峻凇、陈泽黎、黄逸骢、毕嘉琪、唐子湉、卞德龙、王佳欣、葛政涵 | 收录于专辑《100·正青春》           |
| 2022年11月18日 | 影子对手     |        |        | Alec Benjamin                                                                          |                                    |
| 2023年1月27日  | 下個日落之前 |        |        | 王天若                                                                                 | 电视剧《脸盲少女的未知爱情》主題曲 |

## 舞台剧

### 音乐剧
| 年份 | 剧目名称                         | 角色             | 備註 |
| 2021 | 近乎正常（Next To Normal中文版） | 娜塔莉（Natelie) |      |

## 影視作品

### 电視劇
| 年份   | 名稱               | 角色   |        |
| 2022年 | 孤独的野兽         | 苏小月 | 網絡劇 |
| 2023年 | 臉盲少女的未知愛情 | 鹿回   | 網絡劇 |
| 2023年 | 正好遇见你         | 胡善祥 | 網絡劇 |

### 电影
| 日期           | 電影名稱   | 角色 | 備註     |
| 2019年10月19日 | 你好霸王龍 | 小櫻 | 國語配音 |

### 常駐綜藝節目
| 播出時間                     | 播出平台 | 節目名稱              | 備註                              |
| 2018年4月21日-2018年6月23日  | 騰訊視頻 | 創造101               | 练习生                            |
| 2018年7月12日-               | 騰訊視頻 | 火箭少女101研究所     | 火箭少女101专属小团综             |
| 2018年11月1日-2018年11月22日 | 騰訊視頻 | 超新星全运会第一季    | 选手                              |
| 2019年1月13日-2019年3月6日   | 騰訊視頻 | 橫衝直撞20歲          | 火箭少女101专属大团综             |
| 2019年10月12日-2019年11月3日 | 騰訊視頻 | 超新星全运会第二季    | 选手，获得男女混合4x150米接力銀牌 |
| 2020年3月15日-2020年6月21日  | 騰訊視頻 | 橫衝直撞20歲 (第二季) | 火箭少女101专属大团综             |

## 演唱會
| 日期                    | 城市 | 场地                      |
| 「23·岁碎念」巡回演唱会 |      |                           |
| 2024年10月2日           | 杭州 | 九莱福音乐现场            |
| 2024年11月1日           | 北京 | EAST LIVE（东郎展演中心） |
| 2024年11月30日          | 上海 | MAO Livehouse             |
| 2024年12月28日          | 成都 | 福馆Full House            |
| 2025年1月18日           | 广州 | 音乐唐人馆                |

## 个人荣誉及奖项
| 年份 | 颁奖单位       | 奖项           |
| 2021 | 精品风格云盛典 | 年度突破歌手   |
| 2021 | 抖音星动之夜   | 年度新势力艺人 |

## 外部連結
- 段奧娟的新浪微博
- 段奥娟工作室的新浪微博
- 段奧娟的Instagram帳戶
- 段奥娟个人YouTube频道 （页面存档备份，存于）
- 段奧娟的哔哩哔哩个人空间
- 段奥娟的抖音账号
- 段奥娟的小红书账号
- 段奧娟個人全民k歌主頁
- 段奧娟的知乎主页

- 段奧娟在豆瓣上的资料（简体中文）